# Boordgereedschap

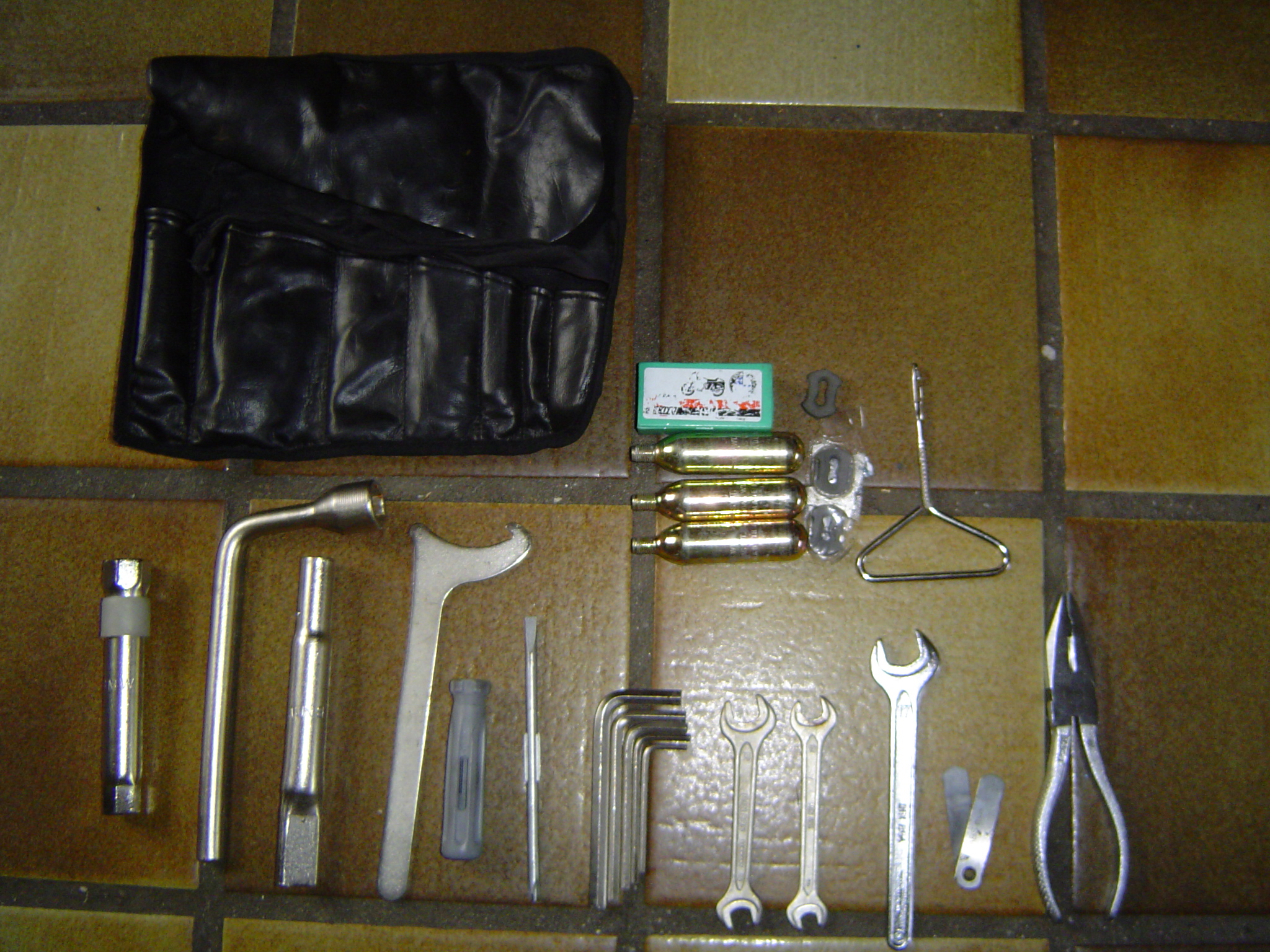
Boordgereedschap van een (BMW)-motorfiets: v.l.n.r. bougiesleutel, wielmoersleutel, verlengstuk, haaksleutel voor afstelling van de vering, handvat voor schroevendraaier, gecombineerde kruiskop- en platte schroevendraaier, inbussleutels, steeksleutels, voelermaten, o.a. voor afstelling van de ABS-sensor, combinatietang. Boven: opbergzakje en reparatieset voor tubelessbanden.

Boordgereedschap is het standaard bij een voertuig geleverde gereedschap. 
Boordgereedschap is in het algemeen voldoende om klein en veelvoorkomend onderhoud (motorfiets)-ketting spannen, wiel verwisselen, bougie vervangen) uit te voeren.
In de meeste gevallen kunnen met het boordgereedschap alle in het instructieboekje voorkomende reparaties en onderhoudswerkzaamheden worden uitgevoerd. 
Andersom geldt meestal de stelregel: wat met het boordgereedschap niet kan worden gedaan, is werk voor een monteur.